# 志自岐羽黒神社 (新上五島町太田郷)
志自岐羽黒神社（しじきはぐろじんじゃ）は、長崎県新上五島町太田郷に鎮座する神社である。

## 祭神
倉稲玉神、十城別王神を主祭神に祀る。

## 歴史

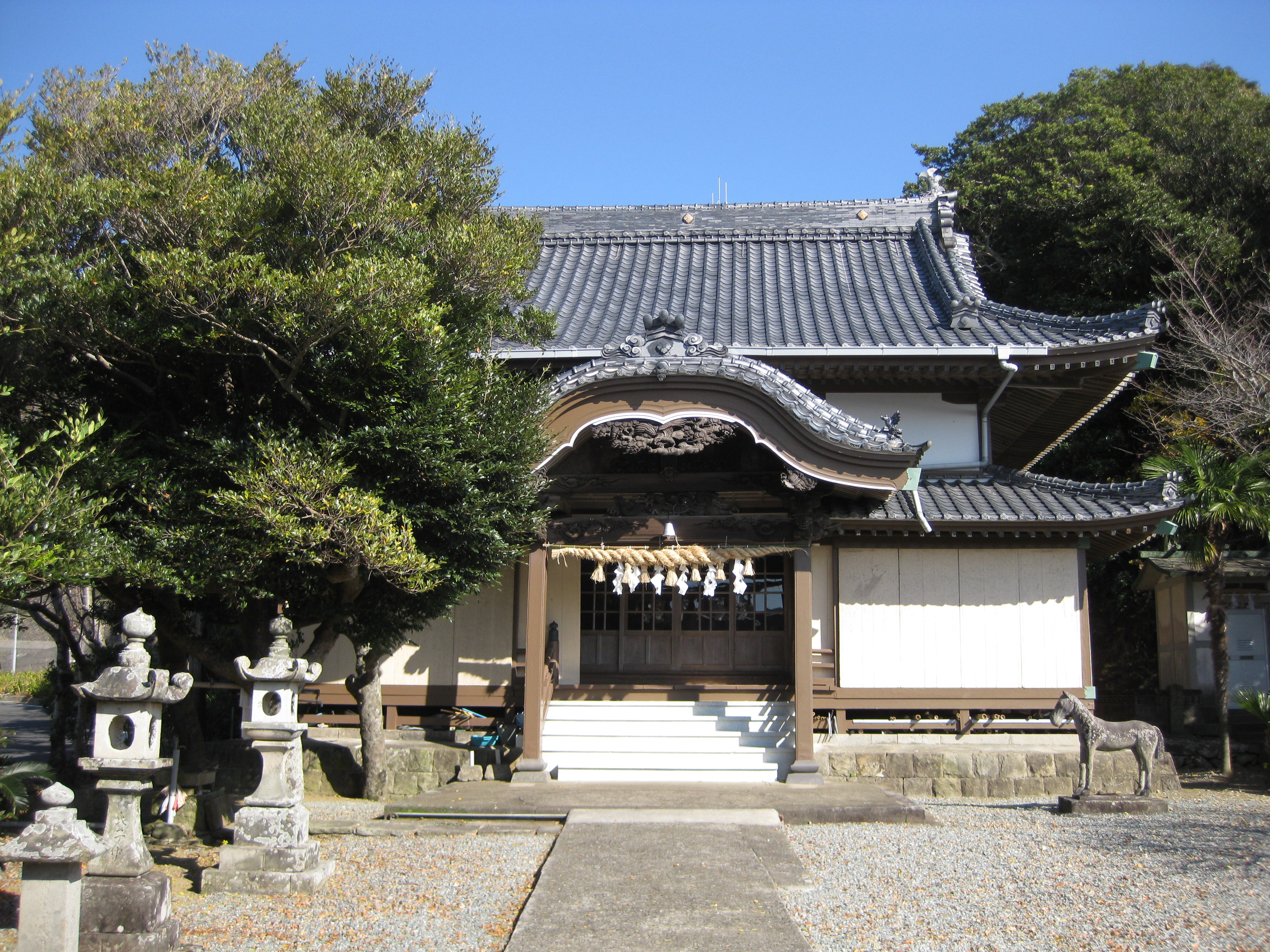
社殿

創建は天正3年（1575年）。当郷は明治初期まで奈良尾東掛（ひがしかかり）に属しており、同東掛内・岩瀬浦郷鎮座の志自岐羽黒神社からの分霊と推察できる。
かつては郷内別地に鎮座しており、寛文9年（1669年）に神体として大日如来、観世音菩薩を祀り、志自岐羽黒権現宮と称していた。
明治に入ると神仏合祀禁止令に伴い、2体の仏像は別殿され境内社・志自岐羽黒権現宮として祀られている。その後、新たに神体を奉祀し社号も太田神社と改称したが、社号に部落名を使用するのは畏れ多いとして、昭和30年（1960年）11月10日に志自岐羽黒神社に再び改称し、現在の宮地に奉遷した。
明治7年（1876年）5月5日、無格社となる。

## 祭祀
10月23日、24日の例祭には有川神楽が奉納される。有川神楽は国の選択無形民俗文化財にも選択された五島神楽に含まれる。
主な祭礼・神事
- 例大祭（10月30日、11月1日）
- 新嘗祭（11月1日）

## 境内社

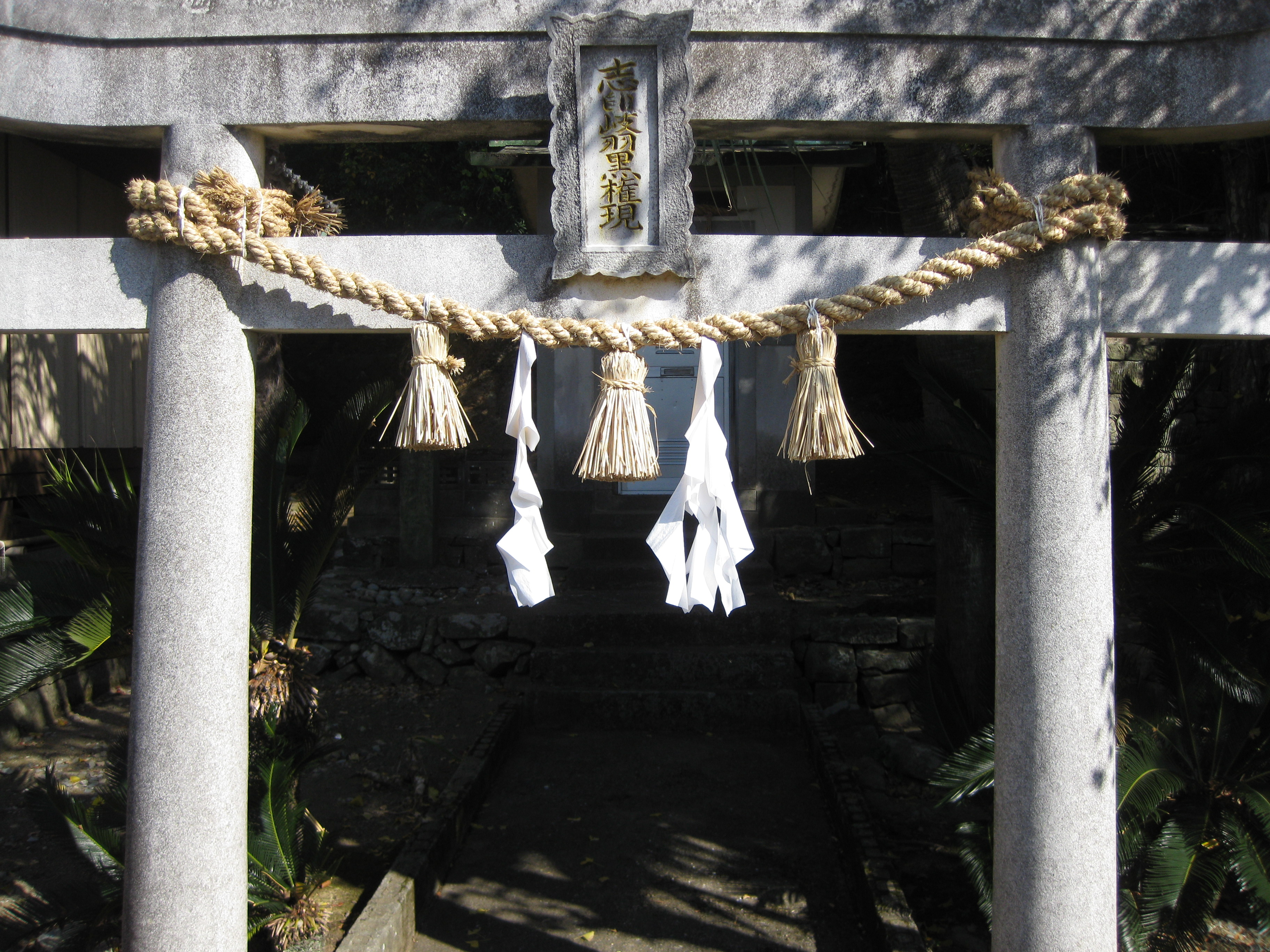
境内社・志自岐羽黒権現宮

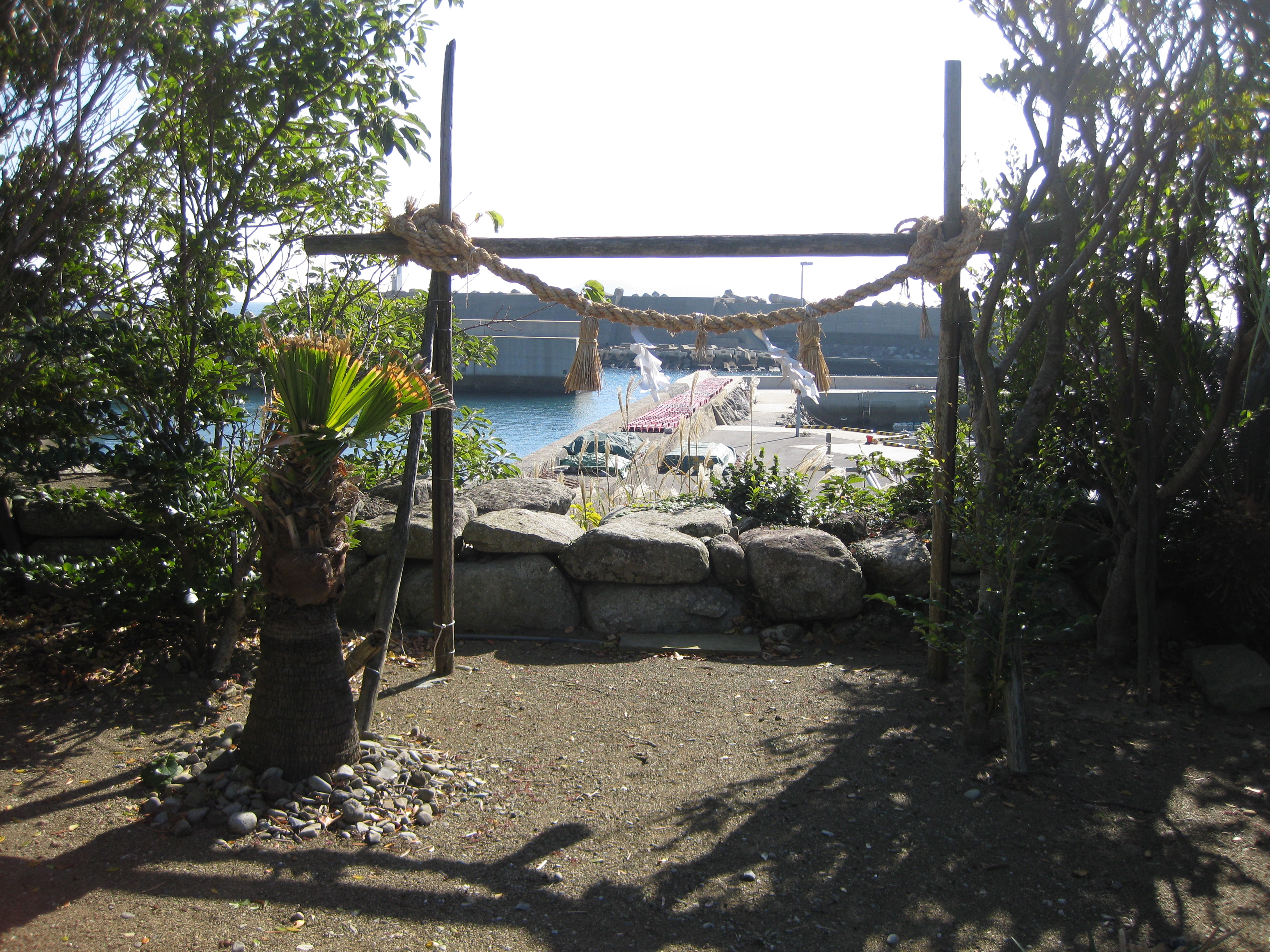
境内社・御手洗神社下社（現在は防波堤があり、相ノ島を望むことは出来ない）

- 志自岐羽黒権現宮
- 天満神社
- 福姫神社
- 八坂神社
- 御手洗神社下社

## その他の神社
その他の太田郷の神社に金刀比羅神社、恵比須神社、同郷・相ノ島鎮座の御手洗神社がある。
また、隣接する有川郷に 有川神社 がある。

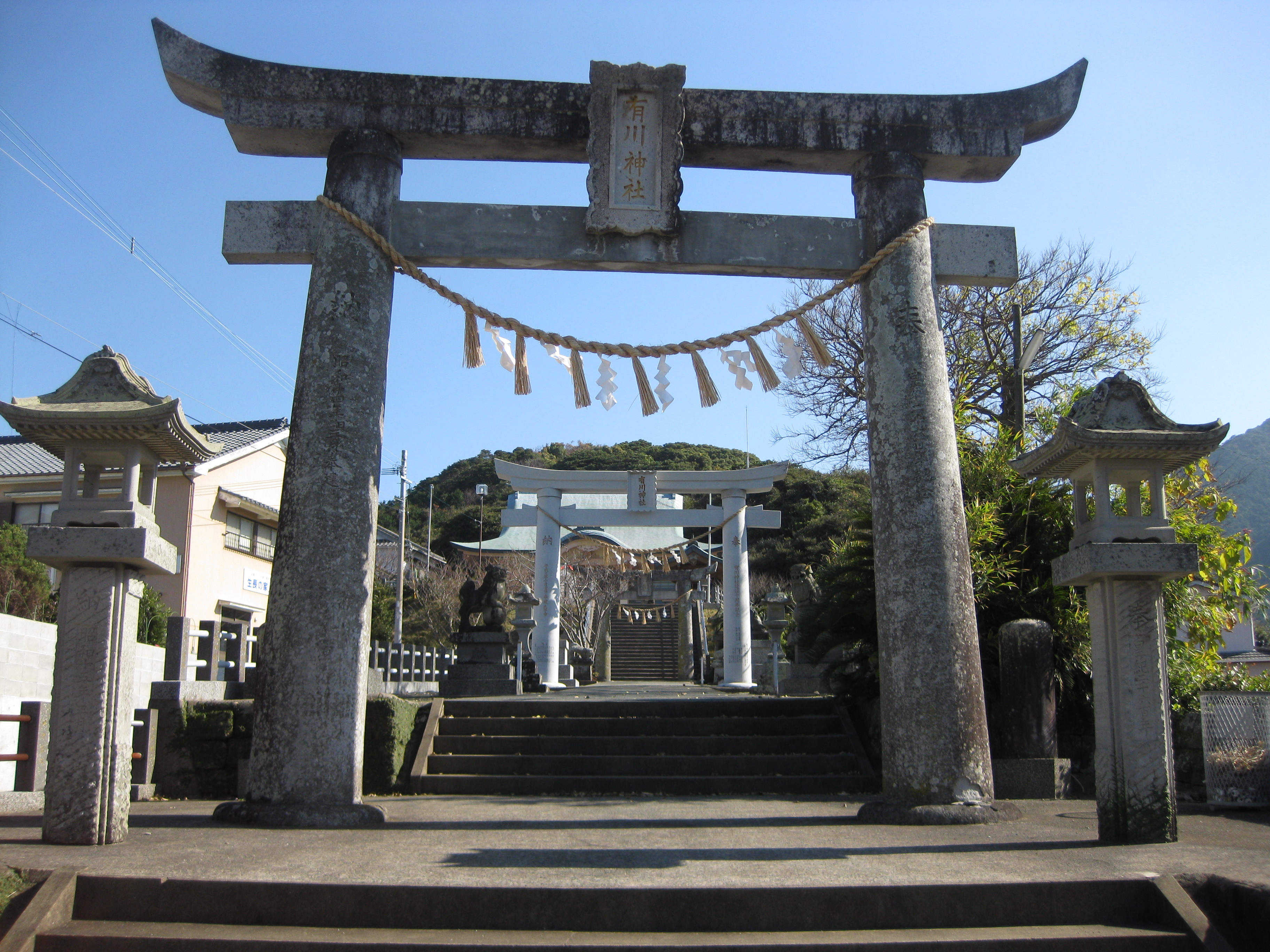
有川神社（有川郷）